# Когнат
Когнати (от лат. cognatus), наричани още сродни думи, са думи, които имат общ произход.
Когнати могат да съществуват както в различни езици, така и в един език. Понякога едната дума произлиза от чужд език, а другата е местна за езика. В други случаи и двете идват от чужди езици, често от един и същ, но по различно време. Невинаги е лесно да се разпознае дали двойка думи са когнати. Понякога когнатите могат да имат и различен смисъл.

## Фалшиви когнати
Фалшиви когнати са думи, които обикновено са смятани за сродни думи (с общ произход), но лингвистичното им изследване показва, че не са сродни. Пример за двойка фалшиви согнати са латинският глагол habere и немският haben – може да се заблудим, че и двете означават 'имам'.
Немският haben всъщност произлиза от ПИЕ *kap, 'хващам' и истинският му когнат в латински е capere, 'хващам'. Латинският habere, от друга страна, идва от ПИЕ *ghabh, 'давам, получавам', и затова е когнат с немския geben, 'давам'. В българския език фалшиви когнати са например: „стол“ и „настолен“, „столова“. Думите "стол (мебел)" и "стол (помещение)" са омоними (homonyms).
Да не се бърка с фалшиви приятели, които често са когнати.

## Когнати (когнатни двойки) в българския език
- указвам и оказвам
- мост и мостик
- гроб и погреб
- колело и колесен
- ходя, ходене и ход
- табла и табела и таблетка
- расна и раста
- образувам и образовам
- сутрин и утрин и утро
- тас и таз
- грозен и грозя
- знам и зная
- окопавам и копая
- изигравам и играя
- яда и ям
- тегло и тежест
- мазен и мас
- чехъл и чохъл
- стрижа и подстригвам
- круз и круиз
- реабилитация и рехабилитация
- юрски и джурасик
- варел и барел
- туш и тъч
- желе и гел
- силиций и силикон
- район и регион
- цимент и цемент, цементит
- бензин и бензен
- фалшифицирам и фалсифицирам
- сусам и Сезам
- плувам и плавам
- вилица и вилка
- беглец и бежанец
- нисък и низък
- рожден и роден